# Piccolo re
Piccolo re è un film del 1940 diretto da Redo Romagnoli.

## Produzione
Prodotto dalla Venus di Ettore Presutti, il film è la versione di un dramma teatrale di Giuseppe Romualdi,  girato negli studi di Cinecittà nel 1939.

## La critica
« Una giovane donna riacquista l'amore del marito il giorno in cui le si preannuncia la maternità, ma sa che, con la realizzazione del sogno, dovrà perdere la vita. Vivere quindi nella pena di una vita coniugale infelice o morire, per dare alla luce la creatura tanto attesa? Il dramma è umano e commovente ed Evi Maltagliati lo interpreta con profonda passione. Redo Romagnoli, scenografo, è al suo primo film, dimostra di avere ottime qualità di regista..» Film del 3 febbraio 1940.